# Bocages janfrederik
Bocages janfrederik (Sheppardia bocagei) is een zangvogel uit de familie Muscicapidae (vliegenvangers). De vogel werd in 1870 geldig beschreven door de Duitse vogelkundigen Friedrich Hermann Otto Finsch en Gustav Hartlaub als Cossypha bocagei. De naam is een eerbetoon aan de Portugese natuuronderzoeker José Vicente Barbosa du Bocage.

## Verspreiding en leefgebied
Deze soort telt drie ondersoorten:
- S. b. ilyai: oostelijk van Mount Kungwe (westelijk Tanzania).
- S. b. chapini: zuidoostelijk Congo-Kinshasa, zuidwestelijk Tanzania en noordelijk Zambia.
- S. b. bocagei: westelijk Angola.

De leefgebieden liggen in onderling diverse landschapstypen zoals droog, tropisch bos, moerasgebieden en montaan bos op hellingen tussen de 800 en 2200 meter boven zeeniveu.

## Status
De vogel staat als niet bedreigd op de Rode Lijst van de IUCN. De populatie-aantallen gaan echter wel achteruit.